# Atena Promachos

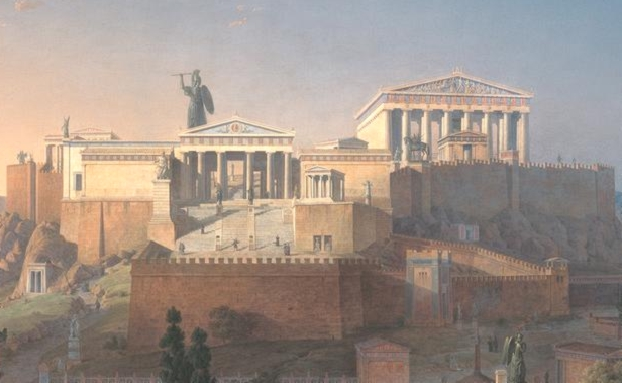
Atena Promachos na Akropolu (obraz Leo von Klenze)

Atena Promachos – posąg dłuta Fidiasza przedstawiający boginię Atenę, stojący w starożytności w zachodniej części Akropolu. Był wykonany z brązu i liczył prawdopodobnie około 7 m wysokości. Środki na niego uzyskano z dziesiątej części łupów zdobytych pod Maratonem, a powstał w latach 460-450 p.n.e. Wyobrażał uzbrojoną boginię, stojącą z tarczą trzymaną lewą ręką, prawą wspartą na włóczni, której szczyt, połyskujący w słońcu, był widoczny dla okrętów zbliżających się do Pireusu.
Pod koniec starożytności rzeźba została wywieziona z Aten do Konstantynopola, gdzie stanęła jako ozdoba jednego z forów. Uległa zniszczeniu w trakcie oblężenia miasta przez krzyżowców podczas IV krucjaty, obalona przez konstantynopolitański tłum obwiniający ją o wabienie łacinników.